# Penmaenmawr
Penmaenmawr is een plaats in de Welshe county borough Conwy.
Penmaenmawr telt ongeveer 2500 inwoners.

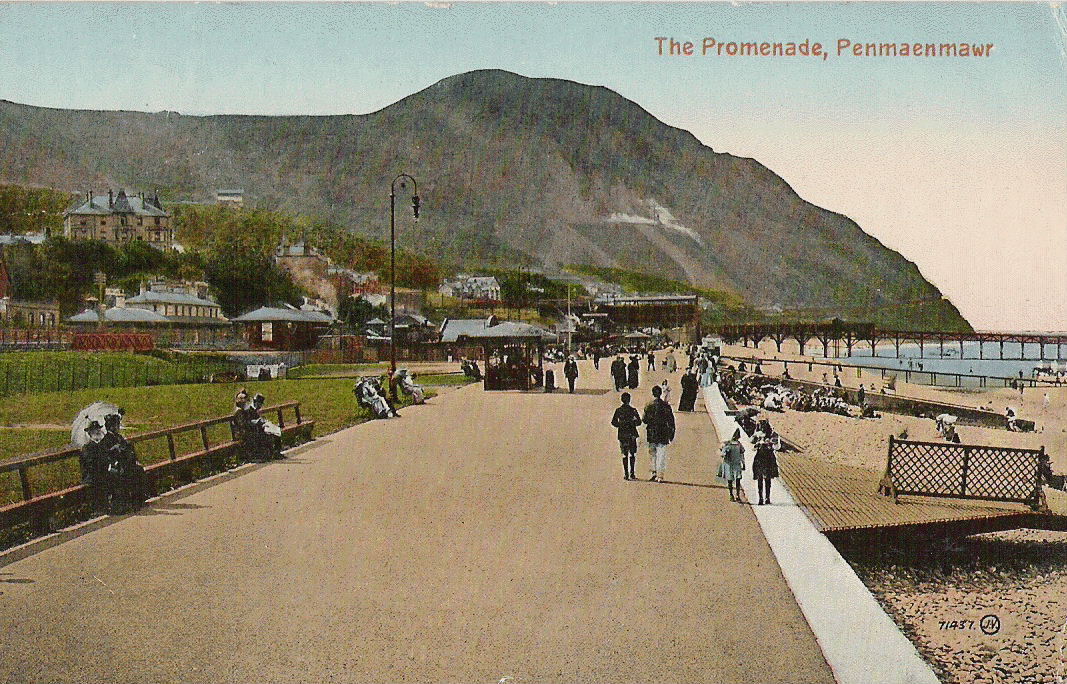
Promenade van Penmaenmawr rond 1910